# كلية أومايدا للغات
كلية أومايدا للغات هي مدرسةٌ لتعليم اللغات في يانغشو في الصين تقوم بتعليم الصينية المندرينية للطلاب الأجانب والإنجليزية للطلاب الصينيين. تأسست عام 2001، وتنقسم الكلية إلى قسمين: أكاديمية أومايدا الصينية وإدارة تدريب اللغة الإنجليزية.

## معلومات تاريخية
في عام 2001، تأسست كلية أومايدا للغات كمدرسة لتعليم اللغة الإنجليزية للطلاب الصينيين. وكانت مناهجها تتألف من دروسٍ في اللغة الإنجليزية تدَرس بواسطة ناطقين باللغة الإنجليزية في بيئةٍ كاملة من الانغماس اللغوي وكان معظم طلابها من الشباب عمومًا. وفي السنوات التالية، بدأت أومايدا في الدخول في شراكاتٍ مع مدارسٍ في المدن الكبرى لتوفير مخيماتٍ صيفية لتعليم الإنجليزية للأطفال خلال العطلة الصيفية. وبحلول عام 2008، وصل إجمالي عدد الطلاب في أومايدا إلى 180 طالبًا.
في عام 2008، تم افتتاح أكاديمية أومايدا للغة الصينية، وبدأت في تدريس مقررات اللغة الصينية بطريقة الانغماس اللغوي للطلاب الأجانب. ولدواعي زيادة الطاقة الاستيعابية للمدارس وبرنامج اللغة الصينية حديث الإنشاء، انتقلت المدرسة إلى موقعها الحالي على طريق لونجيو في يانغشو.
مع اتساع مساحة الكلية مؤخرًا، استمر عدد طلاب أومايدا في الزيادة وكذلك اتسعت اختيارات البرامج الدراسية. وفي عام 2010، بدأت إدارة تدريب اللغة الإنجليزية في تقديم مقرراتٍ دراسية طوال الصيف وبدوامٍ كامل؛ مما رفع عدد طلاب أومايدا إلى 220 طالبًا. ومع استمرار تطور المدرسة في السنوات المقبلة، سيصل عدد طلاب أومايدا في كلية اللغة الإنجليزية وأكاديمية اللغة الصينية مجتمعين إلى 270 طالبًا.

## الموقع
تقع كلية أومايدا للغات في يانجشو، جويلين، جوانجشى - الصين. وقد ذاعت شهرة يانجشو والمنطقة المحيطة بها نظرًا لمناظرها الطبيعية الفريدة من تلال كارست التي اجتذبت قطاع السياحة الصينية المزدهر ومجتمعًا متزايدًا من الأجانب المقيمين. ومع أن المدينة نفسها لا تزال صغيرةً نسبيًا، إلا أنها قامت بتطوير إمدادات واضحةً جدًا من المرافق ووسائل الراحة الغربية بينما لا تزال تتمسك بتراثها الصيني العريق.
وتشتهر المنطقة المحيطة بيانجشو عالميًا بمواقعها المذهلة وأنشطتها الخارجية الرائجة؛ حيث تحتوي المنطقة على مجموعة من أكثر التركيبات الجغرافية تفردًا في الصين، والعديد من أكثر أنهار الصين شهرة. وتجتذب المناظر الطبيعية باستمرار حشدًا واسعًا من المتنزهين وعشاق الهواء الطلق.

## أكاديمية أومايدا للغة الصينية

### المعلمون
يُعين أعضاء هيئة التدريس بأكاديمية أومايدا للغة الصينية وفق حدٍ أدنى من المتطلبات. فيجب أن يكون الأساتذة جامعيين، وألا يقل تأهيلهم عن درجة البكالوريوس في مجال تدريس اللغة الصينية كلغةٍ أجنبية، ويشترط على جميع المدرسين توافر خبرةٍ سابقة في مجال تدريس اللغة الصينية.

### البرامج الأكاديمية
تقدم الكلية ثلاثة أنواعٍ من الدورات يمكن أن تبدأ جميعها عند أي مستوىً من المعرفة باللغة الصينية. الأول بطبيعة الحال هو المقرر الدراسي القياسي للّغة الصينية، ويشار إليه بالمسار «الشامل» للّغة الصينية، الذي يضع الأساسيات القياسية الخاصة بفهم اللغة الصينية (كتابة الحروف الصينية وقراءتها وسماعها والتحدث بها). والثاني هو دورةٌ تحضيرية مصممة لإعداد الطلاب بشكلٍ كامل لتلقي اختبار إجادة اللغة الصينية الذي يسمى في اللغة الصينية: هانيو شويبنج كاوشي (Hànyǔ Shuǐpíng Kǎoshì). أما آخر الدورات المقدمة فهي المقرر «المتخصص» للطلاب الذين يرغبون في تعديل وقت وجدول فصولهم الدراسية.

### الأنشطة التعليمية خارج المقرر الدراسي
وضعت أكاديمية أومايدا للغة الصينية وإدارة تدريب اللغة الإنجليزية معًا «برنامج شريك اللغة» الذي يتم فيه تشكيل أزواجٍ من طلابٍ من الكليتين ليتدربوا على صقل مهاراتهم اللغوية. وبشكلٍ يومي معتاد لطلاب الدوام الكامل، يجتمع الطالب طوال الأسبوع مع «شريك اللغة» لمدة ساعةٍ كل يومٍ بعد انتهاء اليوم الدراسي. كما تنظم الكلية فعالياتٍ ثقافية كل أسبوعين بهدف تثقيف الطلاب حول الجوانب الثقافية في الصين. وتنظم الكلية أيضًا أنشطةً أكثر ترفيهًا مثل «رحلات السبت» و«الليالي الاجتماعية».

## إدارة تدريب اللغة الإنجليزية في أومايدا
تأسست عام 2001 كأول قسمٍ في أومايدا، وتقدم دروسًا في اللغة الإنجليزية بأسلوب الانغماس اللغوي للطلاب الصينيين. تقدم هذه الإدارة دورات لغة إنجليزية «شاملة» بدوامٍ كامل، ودورات لغةٍ إنجليزية للأعمال، ومخيماتٌ صيفية لمدة أسبوعين أو ثلاثة لطلاب المدارس الابتدائية.

### المعلمون والمتطوعون
تضم إدارة تدريب اللغة الإنجليزية في أومايدا هيئة تدريسٍ من مدرسين ومتطوعين لغتهم الأولى هي الإنجليزية. ويشترط في المعلمين الذين يتلقون راتبًا من أومايدا الحصول على شهادات تدريس الإنجليزية كلغةٍ أجنبية (TEFL) أو تدريس الإنجليزية كلغة ثانية (TESOL) وإدارة دروس الكلية اليومية؛ في حين يقدم المتطوعون مساعداتٍ تدريسية يومية مقابل السكن.

## الحياة الجامعية
يتألف حرم كلية أومايدا للغات من عدة مبانٍ أكاديمية وشقق سكنية يقيم بها معلمو وطلاب المدرسة. ويتوزع وقت الطلاب والمعلمين يوميًا بشكلٍ متوازن بين الحصص والدروس الخصوصية والأنشطة الثقافية والترفيهية من خارج المقرر الدراسي.